# Ditmar Hilpert
Ditmar Hilpert (* 7. März 1955 in Oberlauda) ist ein deutscher Biologe, Volkswirt, sowie Professor für Unternehmensführung und Marketing.

## Leben
Hilpert wuchs in Oberlauda auf und besuchte die dortige Grundschule. Nach dem Abitur 1974 am Matthias-Grünewald-Gymnasium in Tauberbischofsheim studierte er Biologie und Volkswirtschaftslehre an der Julius-Maximilians-Universität Würzburg. 1982 promovierte er zum Dr. rer. nat. am Institut für Pharmakologie und Toxikologie der Universität Würzburg unter Dietrich Henschler über das Thema Die Rolle der Entstehung von DNA-Schäden sowie von Sekundäreffekten für die carcinogene Wirkung von trans-AAS bei der Ratte.
Nach Ende seines Studiums war er zunächst als Außendienstmitarbeiter in der Hoechst AG tätig. Es folgte der Wechsel zu Boehringer Ingelheim als Leiter für Marketing und Vertrieb der Tochtergesellschaft Bioscientia. Vor Aufnahme seiner Professur war er zuletzt Geschäftsführer der Brand GmbH. Von 1993 bis 2021 war er Lehrstuhlinhaber des deutsch-amerikanischen Studienganges an der ESB Reutlingen. Seit dem Wintersemester 2021/2022 ist er als Dozent an der Hochschule Aalen tätig.
Von 1996 bis 2023 war Hilpert in der Jury zur Vergabe des  Wittenstein-Stipendiums.
Hilpert ist als Professor für Strategy Processes am Collège des ingénieurs tätig. Zudem ist er Vorsitzender des Beirates des Fecht-Clubs Tauberbischofsheim.